# Religija u Surinamu
U Surinamu zbog velikog broja etničkih skupina ne postoji glavna religija. Prema posljednjim podacima s popisa stanovništva, 40,7 posto stanovništva u Surinamu su kršćani, uključujući rimokatolike i nekoliko protestantskih skupina. Hinduista ima 19,9 %, muslimana 13,5%, pripadnika autohtonih religija 3,3 %, 15% stanovništva tvrdi da ne znaju svoju vjeru, 4,4 % nisu vjernici, a 2,5% nije specificiralo svoju vjeru.
Autohtona vjerovanja prakticiraju Indijanci i afrički doseljenici Marooni. Indijanci koji se nalaze uglavnom u unutrašnjosti, te u manjoj mjeri u obalnim područjima, prakticiraju šamanizam. Indijanci i Marooni izjašnjavaju se kršćanima, ali često istovremeno prakticiraju autohtone vjerske običaje, s potvrdom svojih kršćanskih crkvenih vođa.
U Surinamu živi oko 1.550 Židova, manji broj Bahá'ía i Budista, te još nekoliko manjih vjerskih skupina.
Ustav jamči slobodu vjeroispovijedi, a Vlada općenito poštuje to pravo u praksi. Američka Vlada u svom izvješću iz 2007. godine navodi da u Surinamu nema društvenim zloporaba ili diskriminacije na temelju vjerskog uvjerenja ili prakse.

## Demografija
Vjerska demografija Surinama po popisu stanovništva iz 2004. godine. 
| Regija                                                       | Surinam | Paramaribo | Wanica | Nickerie | Coronie | Saramacca | Commewijne | Marowijne | Para  | Brokopondo | Sipaliwini |
| ------------------------------------------------------------ | ------- | ---------- | ------ | -------- | ------- | --------- | ---------- | --------- | ----- | ---------- | ---------- |
| Kršćani                                                      | 40,7%   | 47,9%      | 29,7%  | 20,6%    | 75,0%   | 23,5%     | 22,0%      | 58,7%     | 56,5% | 52,4%      | 35,2%      |
| Hinduisti                                                    | 19,9%   | 13,8%      | 39,9%  | 43,2%    | 2,2%    | 44,6%     | 24,5%      | 0,9%      | 4,9%  | 0,4%       | 0,3%       |
| Muslimani                                                    | 13,5%   | 9,4%       | 21,7%  | 22,5%    | 11,0%   | 18,8%     | 40,4%      | 6,8%      | 11,3% | 0,2%       | 0,1%       |
| autohtone religije i oni koji nisu specificirali svoju vjeru | 5,8%    | 3,8%       | 3,4%   | 0,7%     | 1,6%    | 3,0%      | 4,2%       | 11,5%     | 6,8%  | 16,8%      | 26,8%      |
| nisu vjernici                                                | 4,4%    | 3,9%       | 2,7%   | 0,6%     | 1,8%    | 1,4%      | 1,5%       | 4,7%      | 8,1%  | 11,8%      | 14,8%      |
| nepoznato                                                    | 15,7%   | 21,1%      | 2,6%   | 12,4%    | 8,4%    | 8,6%      | 7,3%       | 17,4%     | 12,5% | 18,5%      | 22,9%      |

## Galerija
- Džamija u Paramaribu.
- Sinagoga u Paramaribu.